# Eremospatha
Eremospatha é um género botânico pertencente à família Arecaceae.

## Espécies seleccionadas
- Eremospatha barendii
- Eremospatha cabrae
- Eremospatha cuspidata
- Eremospatha deerrata
- Eremospatha dransfieldii
- Eremospatha haullevilleana